# Voillecomte
Voillecomte est une commune française située dans le département de la Haute-Marne, en région Grand Est.

## Géographie
| Frampas        |              | Louvemont |
| Montier-en-Der | Voillecomte  | Wassy     |
|                | Robert-Magny |           |

### Hydrographie
La commune est dans la région hydrographique « la Seine de sa source au confluent de l'Oise (exclu) » au sein du bassin Seine-Normandie. Elle est drainée par la Heronne, le Fossé 01 de l'Étang de la Boulaye, divers bras de la Brie, le cours d'eau 01 de la Fontaine au Bois, le cours d'eau 01 du Milanais, le Fossé 01 de la Taille des Boulangers, le Fossé 01 du Bois de la Boulaye, le Fossé 01 du Rond Fossé, le Fossé 03 du Bois de la Boulaye, la Fosse 15 de la commune de Louvemont, le ruisseau de la Brie et le ruisseau de la Voie des Pres,.
La Héronne, d'une longueur de 24 km, prend sa source dans la commune de Laneuville-à-Rémy et se jette  dans la Voire à Rives Dervoises, après avoir traversé six communes. 

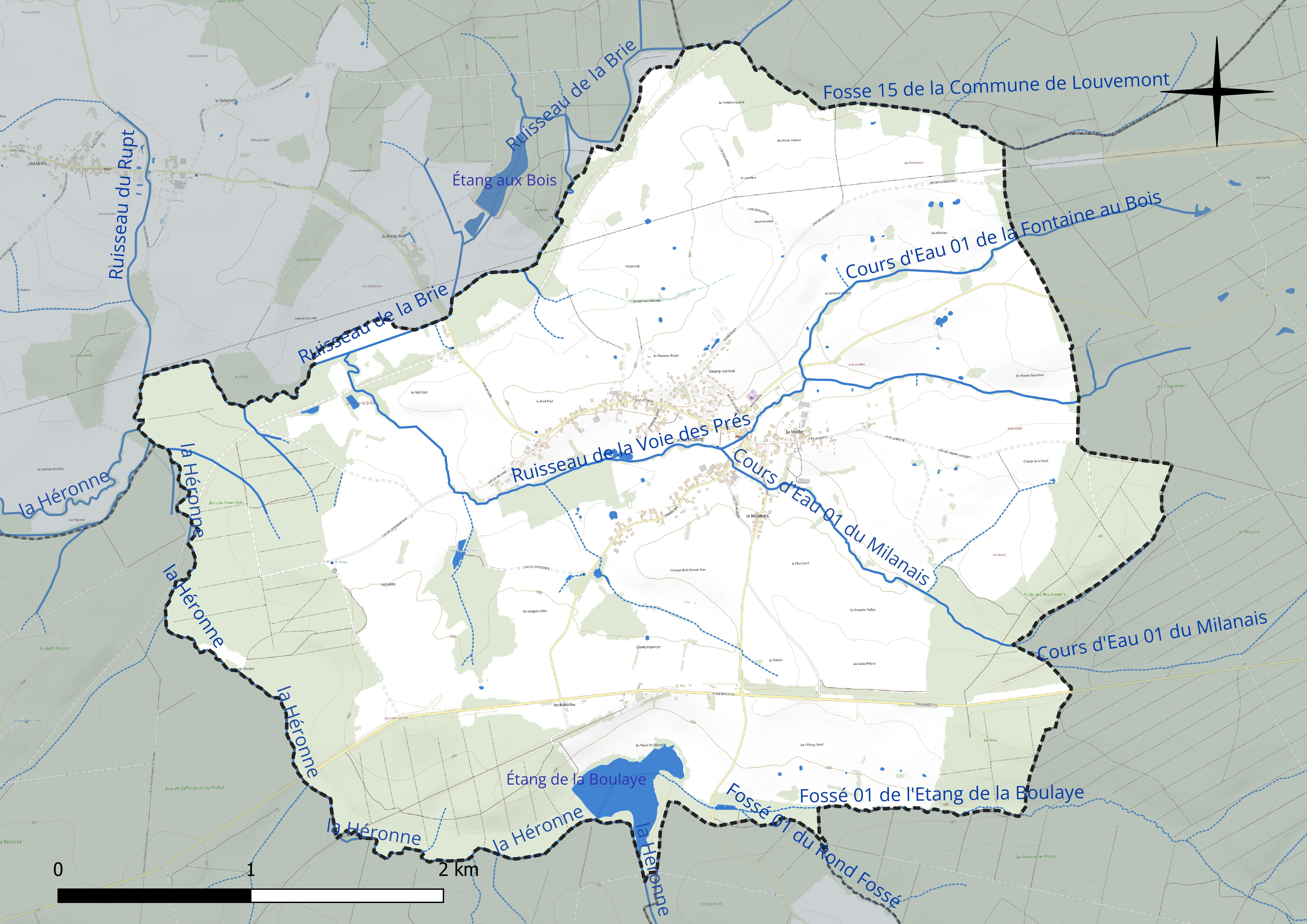
Réseau hydrographique de Voillecomte.

Un plan d'eau complète le réseau hydrographique : l'étang de la Boulaye (13,7 ha),.

### Climat
Pour des articles plus généraux, voir Climat du Grand Est et Climat de la Haute-Marne.
En 2010, le climat de la commune est de type climat des marges montargnardes, selon une étude du Centre national de la recherche scientifique s'appuyant sur une série de données couvrant la période 1971-2000. En 2020, Météo-France publie une typologie des climats de la France métropolitaine dans laquelle la commune est exposée à un climat océanique altéré et est dans la région climatique  Lorraine, plateau de Langres, Morvan, caractérisée par un hiver rude (1,5 °C), des vents modérés et des brouillards fréquents en automne et hiver. 
Pour la période 1971-2000, la température annuelle moyenne est de 10,4 °C, avec une amplitude thermique annuelle de 15,6 °C. Le cumul annuel moyen de précipitations est de 846 mm, avec 12,7 jours de précipitations en janvier et 9 jours en juillet. Pour la période 1991-2020, la température moyenne annuelle observée sur la station météorologique de Météo-France la plus proche, « Saint-Dizier », sur la commune de Saint-Dizier à 16 km à vol d'oiseau, est de 11,6 °C et le cumul annuel moyen de précipitations est de 794,5 mm. 
La température maximale relevée sur cette station est de 41,4 °C, atteinte le 25 juillet 2019 ; la température minimale est de −22,5 °C, atteinte le 14 février 1956,,. 
Les paramètres climatiques de la commune ont été estimés pour le milieu du siècle (2041-2070) selon différents scénarios d'émission de gaz à effet de serre à partir des nouvelles projections climatiques de référence DRIAS-2020. Ils sont consultables sur un site dédié publié par Météo-France en novembre 2022.

## Urbanisme

### Typologie
Au 1er janvier 2024, Voillecomte est catégorisée commune rurale à habitat dispersé, selon la nouvelle grille communale de densité à sept niveaux définie par l'Insee en 2022.
Elle est située hors unité urbaine. Par ailleurs la commune fait partie de l'aire d'attraction de Saint-Dizier, dont elle est une commune de la couronne,. Cette aire, qui regroupe 72 communes, est catégorisée dans les aires de 50 000 à moins de 200 000 habitants,.

### Occupation des sols
L'occupation des sols de la commune, telle qu'elle ressort de la base de données européenne d’occupation biophysique des sols Corine Land Cover (CLC), est marquée par l'importance des territoires agricoles (68,3 % en 2018), une proportion sensiblement équivalente à celle de 1990 (69 %). La répartition détaillée en 2018 est la suivante : 
prairies (35,5 %), forêts (27,2 %), terres arables (24,2 %), zones agricoles hétérogènes (8,5 %), zones urbanisées (3,1 %), milieux à végétation arbustive et/ou herbacée (1,4 %). L'évolution de l’occupation des sols de la commune et de ses infrastructures peut être observée sur les différentes représentations cartographiques du territoire : la carte de Cassini (XVIIIe siècle), la carte d'état-major (1820-1866) et les cartes ou photos aériennes de l'IGN pour la période actuelle (1950 à aujourd'hui).

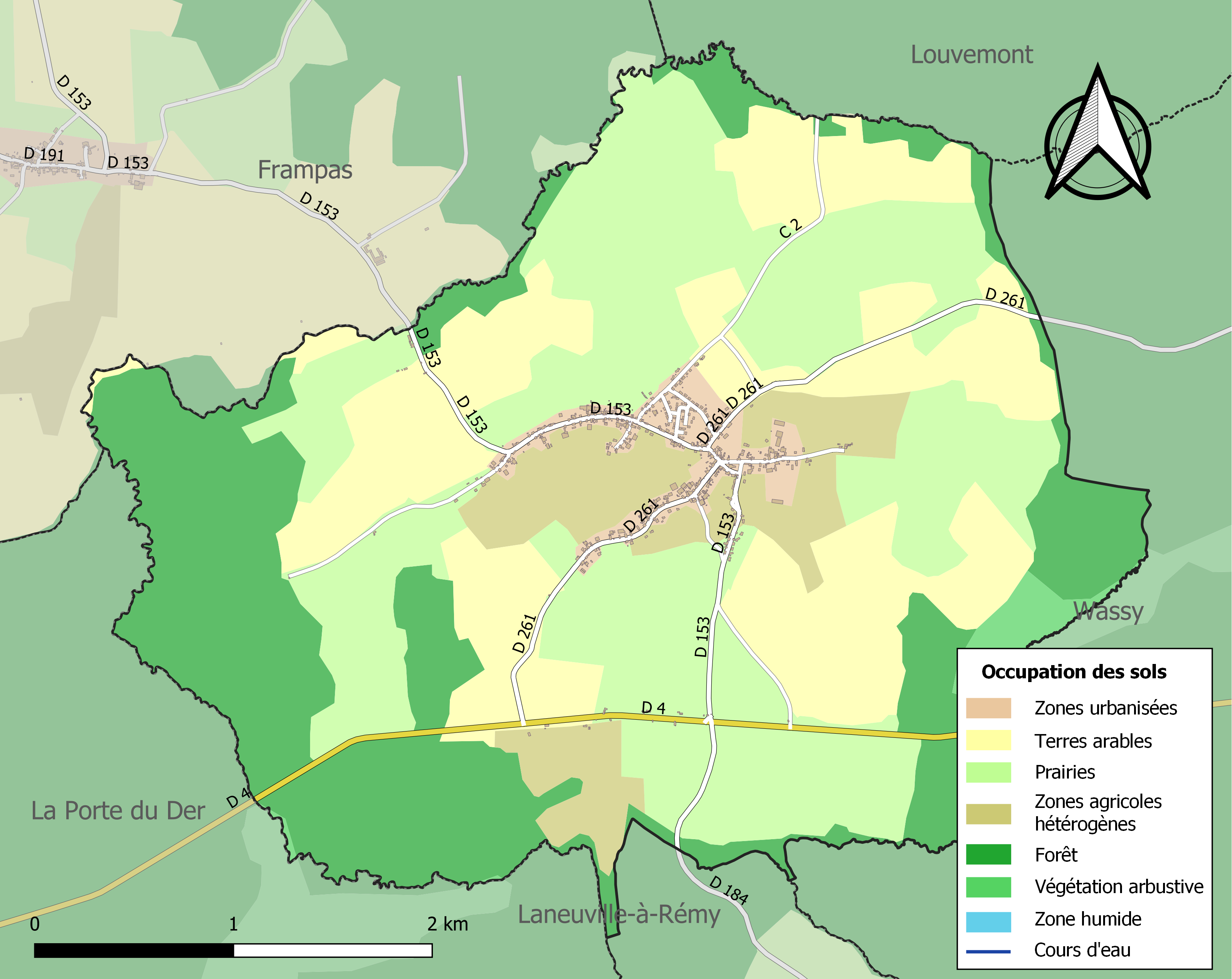
Carte des infrastructures et de l'occupation des sols de la commune en 2018 (CLC).

## Toponymie
Le nom de la localité est attesté sous les formes Wadum Comitis (vers 1201) ; Wé le Conte (1276-1278) ; Vadum Comitis (fin du XIIIe siècle) ; Wei le Conte (1320) ; Voilleconte (1528) ; Voillecomte (1576) ; Voilecomte (1700) ; Voil Comte (1725) ; Voy le Comte (XVIIIe siècle) ; Voille sur Héronne (époque révolutionnaire).

Son nom donne la signification juridique de l’expression « Wé le conte ( gué du comte ), » et laisse supposer qu'un péage fut transféré de Frampas à Voillecomte.

Le comte de Champagne avait dû imposer un tonlieu, un péage, pour les marchands pénétrant sur ses terres.

## Histoire
Au cours de la Révolution française, la commune porta provisoirement le nom de Voille-sur-Héronne.

## Politique et administration
| Période                                  | Période  | Identité         | Étiquette | Qualité |
| ---------------------------------------- | -------- | ---------------- | --------- | ------- |
| 1792                                     | 1798     | François Adam    |           |         |
| mars 2001                                | En cours | Yannick Bertrand |           |         |
| Les données manquantes sont à compléter. |          |                  |           |         |

## Population et société

### Démographie

#### Évolution démographique
L'évolution du nombre d'habitants est connue à travers les recensements de la population effectués dans la commune depuis 1793. Pour les communes de moins de 10 000 habitants, une enquête de recensement portant sur toute la population est réalisée tous les cinq ans, les populations de référence des années intermédiaires étant quant à elles estimées par interpolation ou extrapolation. Pour la commune, le premier recensement exhaustif entrant dans le cadre du nouveau dispositif a été réalisé en 2004.

En 2022, la commune comptait 515 habitants, en évolution de −4,63 % par rapport à 2016 (Haute-Marne : −4,62 %, France hors Mayotte : +2,11 %).
| 1793 | 1800 | 1806 | 1821 | 1831 | 1836 | 1841 | 1846 | 1851 |
| ---- | ---- | ---- | ---- | ---- | ---- | ---- | ---- | ---- |
| 596  | 768  | 675  | 717  | 826  | 791  | 827  | 860  | 911  |

| 1856 | 1861 | 1866 | 1872 | 1876 | 1881 | 1886 | 1891 | 1896 |
| ---- | ---- | ---- | ---- | ---- | ---- | ---- | ---- | ---- |
| 835  | 830  | 831  | 832  | 834  | 783  | 747  | 795  | 714  |

| 1901 | 1906 | 1911 | 1921 | 1926 | 1931 | 1936 | 1946 | 1954 |
| ---- | ---- | ---- | ---- | ---- | ---- | ---- | ---- | ---- |
| 751  | 697  | 574  | 504  | 494  | 485  | 441  | 439  | 456  |

| 1962 | 1968 | 1975 | 1982 | 1990 | 1999 | 2004 | 2006 | 2009 |
| ---- | ---- | ---- | ---- | ---- | ---- | ---- | ---- | ---- |
| 433  | 430  | 347  | 396  | 479  | 470  | 466  | 469  | 467  |

| 2014 | 2019 | 2022 | - | - | - | - | - | - |
| ---- | ---- | ---- | - | - | - | - | - | - |
| 525  | 516  | 515  | - | - | - | - | - | - |

## Lieux et monuments

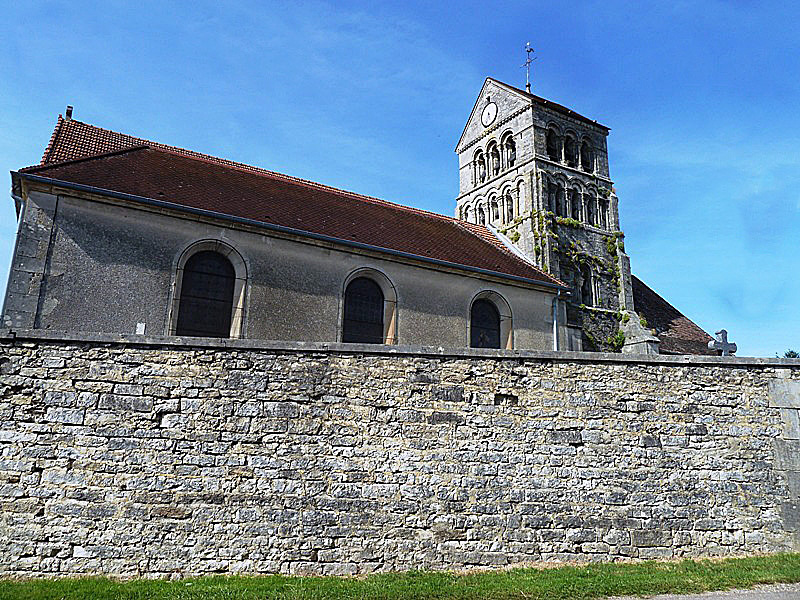
Église Saint-Luc

Église Saint-Luc, reconstruite au XIXe siècle. Clocher du XIIe siècle.
Fontaine dite "au cygne". Fonte d'art restaurée en 2019.